# 大麻元町
大麻元町（おおあさもとまち）とは、北海道江別市の町丁。郵便番号は069-0841。人口は1,281人、世帯数は629世帯（2023年12月1日現在）。丁目の設定のない単独町名である。住居表示は全域で未実施。

## 地理
大麻元町は函館本線の北側に位置する地域で、町内を道道864号大麻東雁来線が横断している。

## 歴史

### 年表
- 1985年（昭和60年）
  - 4月1日 - 町名変更により「大麻」の一部が「大麻元町」に変更された[5]。

### 町名の変遷
町名の変遷は以下の通りである。
| 実施後   | 実施年月日   | 実施前（各町名ともその一部） |
| -------- | ------------ | ---------------------------- |
| 大麻元町 | 1985年4月1日 | 大麻                         |

## 世帯数と人口
2023年（令和5年）12月1日現在の世帯数と人口は以下の通りである。
| 町丁     | 世帯    | 人口    |
| -------- | ------- | ------- |
| 大麻元町 | 629世帯 | 1,281人 |
| 計       | 629世帯 | 1,281人 |

### 人口の変遷
国勢調査による人口の推移。
| 1995年（平成7年）  | 1,236人 | [ 6 ]  |  |
| 2000年（平成12年） | 1,448人 | [ 7 ]  |  |
| 2005年（平成17年） | 1,465人 | [ 8 ]  |  |
| 2010年（平成22年） | 1,367人 | [ 9 ]  |  |
| 2015年（平成27年） | 1,254人 | [ 10 ] |  |
| 2020年（令和2年）  | 1,188人 | [ 11 ] |  |

### 世帯数の変遷
国勢調査による世帯数の推移。
| 1995年（平成7年）  | 390世帯 | [ 6 ]  |  |
| 2000年（平成12年） | 476世帯 | [ 7 ]  |  |
| 2005年（平成17年） | 494世帯 | [ 8 ]  |  |
| 2010年（平成22年） | 505世帯 | [ 9 ]  |  |
| 2015年（平成27年） | 492世帯 | [ 10 ] |  |
| 2020年（令和2年）  | 491世帯 | [ 11 ] |  |

## 小・中学校の通学区
小・中学校の通学区は以下の通り。
| 町丁     | 字・番地        | 小学校       | 中学校       |
| -------- | --------------- | ------------ | ------------ |
| 大麻元町 | 154番地-167番地 | 大麻東小学校 | 大麻東中学校 |
| 大麻元町 | 168番地-196番地 | 大麻小学校   | 大麻中学校   |

## 施設

### 企業・店舗
- じゅんかんコンビニ24 大麻元町店（大麻元町161-52）

### 史跡
- 大麻三遺跡（大麻元町178-14）

### 高齢者居住地区
- ココルクえべつ（大麻元町154）

### 銭湯
- ココルクの湯（大麻元町154-15）

### 公共
- あかばな公園（大麻元町158-39他）
- きらきら公園（大麻元町161-46）
- しらぎく公園（大麻元町164-14）
- ほうずき公園（大麻元町168-83）
- れんげ公園（大麻元町174-50）
- かぜのこ公園（大麻元町192-34）

## 交通

### 鉄道
- 鉄道駅は町内には存在しない。最寄り駅は■函館本線の大麻駅。
  -  北海道旅客鉄道
    - ■函館本線

### バス
大麻元町の町内に停車するバスは、中央バスが運行している。

### 道路

#### 一般国道
- 町内に一般国道は通っていない。

#### 一般道道
- 道道864号　大麻東雁来線

#### 都市計画道路
- 3・3・303 ３番通[13]
- 3・4・323 大麻１３丁目通[13]